# Ralf Ehrenbrink
Ralf Ehrenbrink, né le 29 août 1960 à Bielefeld, est un cavalier allemand de concours complet.
Il commence à s'illustrer en junior, remportant le championnat d'Allemagne en individuel et le championnat d'Europe par équipe.En 1983, il obtient la médaille d'argent du championnat d'Allemagne senior derrière Claus Erhorn. Il renouvellera cette performance à trois reprises, ne parvenant jamais à s'imposer dans cette compétition.
Avec l'équipe d'Allemagne de concours complet, il se classe troisième du championnat d'Europe en 1985, second en 1987. Les Jeux olympiques de 1988, à Séoul, lui apportent la consécration, malgré une déception dans l'épreuve individuelle : il obtient la médaille d'or de l'épreuve par équipe de concours complet. Ce n'est que la deuxième victoire de l'Allemagne dans cette compétition, la première datant des Jeux de Berlin, en 1936. La Grande-Bretagne est seconde, la Nouvelle-Zélande du légendaire Mark Todd troisième.
Ehrenbrink termine onzième de l'épreuve individuelle aux Jeux de Barcelone, en 1992, mais monte sur la troisième marche du podium avec l'équipe d'Allemagne. Celle-ci ne termine que neuvième en 1996, à Atlanta. Entretemps, elle a obtenu une médaille de bronze lors de la coupe du monde, en 1994.
Ralf Ehrenbrink a commencé sa carrière au club équestre de Warendorf. Après les JO de 1992, il rejoint le club de Krefeld. Il a également suivi une formation d'entraîneur.